# Sixteen Tons
Sixteen Tons is een lied dat voor het eerst is opgenomen door de Amerikaanse countryzanger Merle Travis  in 1946. Het jaar daarop kwam het uit op het album Folk Songs of the Hills. Het lied staat ook op zijn naam, maar in 1966 claimde de folkzanger George S. Davis dat hij in de jaren dertig het lied had geschreven met als oorspronkelijke titel Nine to Ten Tons. In 1966 nam Davis Sixteen Tons op voor zijn langspeelplaat When Kentucky Had No Union Men.
Tennessee Ernie Ford nam in 1955 een versie van het lied op die een wereldwijde hit werd. In 1956 werd in het Verenigd Koninkrijk een versie van Frankie Laine uitgebracht, die ook succes had.

## Inhoud
De ik-figuur in het lied is een mijnwerker, met wie weliswaar niet te spotten valt – hij staat altijd klaar met zijn vuisten – maar die niet kan voorkomen dat hij steeds verder wegzakt in een moeras van schulden. Dit dankzij het toen gangbare beloningssysteem in de mijnen, waarbij de mijnwerker werd uitbetaald in tegoedbonnen, die hij alleen kon besteden in de winkel van de mijneigenaar, met prijzen ver boven de gangbare. Een systeem van gedwongen winkelnering dus. Bovendien zorgde de eigenaar voor zijn huisvesting en werd de huur automatisch op zijn loon ingehouden. Vandaar het refrein van het lied:
You load sixteen tons, what do you get?
Another day older and deeper in debt.
Saint Peter don't you call me 'cause I can’t go:
I owe my soul to the company store.
vertaling
Je laadt zestien ton en wat krijg je daarvoor?
Weer een dag ouder en dieper in de schulden.
Sint Petrus, roep me niet naar boven, want ik kan niet weg:
Mijn ziel behoort toe aan de bedrijfswinkel.
George S. Davis had in Kentucky als mijnwerker gewerkt; Merle Travis was de zoon van een mijnwerker.

## Versie van Tennessee Ernie Ford
Tennessee Ernie Ford, wiens grootvader en oom in de mijnen hadden gewerkt, nam het nummer in 1955 op zijn repertoire. Fans vroegen hem of hij het ook op de plaat wilde zetten. Op 20 september 1955 nam hij het op, begeleid door slechts enkele instrumenten (fluit, klarinet, basklarinet, trompet, gitaar, piano, vibrafoon en slagwerk). Vooral de klarinet en de basklarinet, die samen na elk refrein de laatste regel naspelen, vallen op. Ford knipte gedurende de hele opname met zijn vingers, wat duidelijk te horen is in het eindresultaat.
Oorspronkelijk maakte Capitol Records, Fords platenmaatschappij, van Sixteen Tons de achterkant, maar al direct was er veel meer vraag naar Sixteen Tons dan naar You Don't Have to Be a Baby to Cry, de officiële voorkant. Sixteen Tons werd Capitols snelst verkopende plaat ooit; binnen een maand gingen al meer dan een miljoen exemplaren over de toonbank. Uiteindelijk werden het er meer dan 20 miljoen. Het nummer haalde de eerste plaats in zowel de Best Selling Retail Folk Records (de toenmalige countryhitparade) als de Billboard Hot 100. You Don't Have to Be a Baby to Cry kwam niet verder dan een 78e plaats, maar was in 1963 wel een grote hit voor The Caravelles.
Ook in het Verenigd Koninkrijk bereikte Sixteen Tons de eerste plaats. In Nederland kwam het tot de vijfde plaats.
Op 25 maart 2015 maakte de Library of Congress bekend dat Sixteen Tons van Tennessee Ernie Ford werd opgenomen in de National Recording Registry.

## Andere versies
- 1955 — Red Sovine nam het nummer, kort na Tennessee Ernie Ford, samen met Webb Pierce op als achterkant van Why Baby Why.[10]
- 1955 — B.B. King nam het nummer op met zijn orkest.[11]
- 1956 — De versie van Frankie Laine kwam niet uit in de Verenigde Staten, maar wel in het Verenigd Koninkrijk.[12] Daar kwam het nummer tot een tiende plaats in de UK Singles Chart.[13]
- 1956 — Edmund Hockridge bracht in het Verenigd Koninkrijk een concurrerende versie op de markt.[14] Young and Foolish, de andere kant van de plaat, verkocht goed; Sixteen Tons aanzienlijk minder.
- 1956 — Ewan MacColl bracht in hetzelfde jaar zijn versie uit.[15]
- 1956 — Eddy Arnold nam het nummer op voor zijn langspeelplaat A Dozen Hits.[16]
- 1957 — Een versie van The Platters kwam uit op een Franse ep met de titel My Serenade. Pas in 1959 werd het nummer in de Verenigde Staten uitgebracht, op de langspeelplaat Remember When?[17]
- 1960 — Bo Diddley nam het nummer op voor zijn langspeelplaat Bo Diddley Is a Gunslinger.[18] Vijf jaar eerder, in 1955, was Sixteen Tons aanleiding geweest tot een conflict met Ed Sullivan. Diddley mocht optreden in de Ed Sullivan Show, maar Sullivan zag niets in Diddley’s repertoire en vroeg hem of hij Sixteen Tons wilde spelen. Diddley kon zich niet voorstellen dat hij geen eigen liedje mocht brengen en dacht dat hij twee liedjes mocht spelen. Dus zette hij in met zijn eigen lied Bo Diddley en wilde daarna overgaan op Sixteen Tons. Zo ver kwam het niet, want Sullivan kapte het optreden halverwege het eerste nummer af. Diddley is nooit meer uitgenodigd.[19]
- 1962 — De Belgische zanger Louis Neefs nam het nummer op voor zijn langspeelplaat Louis Neefs. Het jaar daarop kwam het nummer op single uit. Die bereikte de veertiende plaats in de BRT Top 30.[20] In 1976 werd de plaat opnieuw uitgebracht. Neefs zong het nummer onder de titel Zestien ton ook in het Nederlands.
- 1964 — Harry Nilsson bracht het nummer uit als single en zette het ook op zijn langspeelplaat Spotlight on Nilsson uit 1966.
- 1965 — Lorne Greene zette het nummer op zijn langspeelplaat The Man.[21]
- 1966 — Stevie Wonder nam het nummer op voor zijn langspeelplaat Down to Earth.
- 1967 — Tom Jones zong het nummer voor zijn langspeelplaat Green, Green Grass of Home.[22]
- 1984 — The Redskins namen het nummer op als B-kant voor hun 12" Keep On Keepin' On!.[23]
- 1986 — Anna Domino nam het nummer op voor haar album Anna Domino.[24]
- 1987 — Johnny Cash zette het nummer op zijn album Johnny Cash Is Coming to Town.[25]
- 1989 — Frank Tovey bracht een versie uit op zijn album Tyranny and the Hired Hand.[26]
- 1990 — Eric Burdon nam het nummer op in de jaren tachtig. In 1990 werd deze versie gebruikt aan het begin van de film Joe Versus the Volcano. Het nummer staat ook als bonustrack op de heruitgave van het album I Used to Be an Animal uit 1992[27] en op het album Nightwinds Dying uit 1998.[28] Een alternatieve versie staat op Access All Areas uit 1993 (resultaat van een samenwerking met Brian Auger).[29]
- 1999 — Stan Ridgway zong een langzame versie van Sixteen Tons voor zijn album Anatomy.[30]
- 1999 — De punkband This Bike is a Pipe Bomb zette het nummer op het album Dance Party With....[31]
- 2005 — Eels maakte een livealbum met de titel Sixteen Tons (10 Songs), met daarop ook een opname van het nummer zelf.[32]
- 2011 — Tom Morello bracht het nummer met The Nightwatchman uit op het album Union Town.[33]
- 2012 — The Dandy Warhols namen het nummer op voor hun album This Machine.[34]
- 2012 — Tim Armstrong nam het nummer op voor zijn muziekproject Tim Timebomb and Friends.[35]
- 2013 — Robbie Williams zette het nummer op zijn album Swings Both Ways.[36]
- 2016 — Een liveversie van ZZ Top samen met Jeff Beck staat op het album Live Greatest Hits From Around The World.[37]

## Vertalingen en bewerkingen
Er bestaan Franse (Seize tonnes), Hongaarse (Tizenhat tonna feketeszén, vertaald door Miklós Haraszti) en Portugese (Dezesseis toneladas) vertalingen. De Taiwanese zangeres Teresa Teng zong een Chinese versie.
Peter Moesser schreef in 1956 een Duitse tekst op de melodie van Sixteen Tons die niets meer met het origineel van doen had. Het gaat over een zeeman, die houdt van zijn schip Mary-Ann, het brengt tot kapitein van dat schip en uiteindelijk met het schip ten onder gaat. Zijn lied Sie hieß Mary-Ann is gezongen door Freddy Quinn en Ralf Bendix. De achterkant van Sie hieß Mary-Ann van Freddy Quinn was Heimweh, een bewerking van Dean Martins hit Memories Are Made of This. Die verkocht beter dan de voorkant en haalde de eerste plaats in de toenmalige Duitse hitparade. Sie hieß Mary-Ann van Ralf Bendix haalde de vijfde plaats.
Ook de Italiaanse versie (L'ascensore, ‘De lift’, gezongen door Adriano Celentano in 1986) heeft met het origineel alleen de melodie gemeen. Het is een filosofische bespiegeling over het leven, dat met een lift vergeleken wordt.
De Servische versie (16 noći, ’16 nachten’, van de groep Riblja Čorba uit 1999) gaat over telefoonseks.
Er bestaan twee Nederlandse bewerkingen van het lied, allebei onder de naam Zestien ton. De ene is gezongen door Louis Neefs. Deze blijft redelijk dicht bij het origineel, hoewel het lied op het eind wel een positieve draai krijgt. De andere, van De Spelbrekers, in 1956 uitgebracht als 78 toerenplaat, is eerder een parodie. Voor de ik-figuur doet het er niet toe hoe een vrouw eruitziet, als ze maar zestien ton op de bank heeft staan.

## Gebruik van het nummer
Behalve in de film Joe Versus the Volcano is het lied ook te horen geweest in diverse tv-series, zoals The Simpsons (seizoen 5), South Park (afleveringen Stupid Spoiled Whore Video Playset en Unfulfilled), The Wire (seizoen 2), Mad Men (seizoen 3), The Big Bang Theory (seizoen 2), The Real Ghostbusters (aflevering Last Train to Oblivion) en Chuck (seizoen 4).
In 2011 maakte de Turkse cineast Ümit Kıvanç een documentaire getiteld 16 Tons.
In 2005 gebruikte General Electric het lied in een reclamespot voor schone energie. Dezesseis toneladas, de Portugese versie van het lied, is in 2014 gebruikt in een reclamespot voor Heineken.
John Denver zong in 1997 een parodie met de titel 18 Holes, waarin de ik-figuur een golfer is, wiens ziel toebehoort aan de Country Club Pro.
In 2007 zong Dennis Kucinich, een Democratische presidentskandidaat, het lied tijdens een verkiezingsbijeenkomst. Hij maakte daarmee nogal wat discussie los.
In Moskou bestaat een club annex café-restaurant met de naam Шестнадцать тонн (‘Sixteen Tons’).